# Pierre-aux-Bœufs
Pierre-aux-Bœufs (en latin Petrus ad Boves) est un théologien et prédicateur français du début du XVe siècle, appartenant à l'ordre des Cordeliers, mort le 15 juin 1425 (ou peut-être en 1430).

## Biographie
Né sans doute vers 1370, il était « bachelier sententiaire » à la Sorbonne en 1403, maître en 1404, signalé comme régent le 23 septembre 1421. Il s'acquit une réputation d'orateur dès 1404 : le 19 août de cette année, il intervint devant le Parlement au nom de l'Université à l'occasion du procès intenté par la corporation contre Charles de Savoisy, chambellan du roi (dont les gens avaient insulté et blessé quelques escoliers qui allaient en procession à Sainte-Catherine-du-Val). Devant l'assemblée du clergé de novembre 1406, aux côtés notamment du docteur de Sorbonne Jean Petit, il se prononça pour la soustraction d'obédience de Benoît XIII, l'un des papes rivaux du Grand schisme d'Occident. Comme Jean Petit, il était au service du duc de Bourgogne Jean sans Peur, et après l'assassinat du duc d'Orléans (23 novembre 1407), il prit part à la rédaction du discours de justification de cet acte qui fut prononcé par Jean Petit à l'Hôtel Saint-Pol le 8 mars 1408. Ce discours fut solennellement condamné par le « concile de la foi » tenu par l'évêque de Paris Gérard de Montaigu du 30 novembre 1413 au 23 février 1414, mais après la reprise de la capitale par les Bourguignons (29 mai 1418), Pierre-aux-Bœufs, qui était alors confesseur de la reine Isabeau de Bavière, fut l'orateur principal d'une grande assemblée qui se tint le 3 novembre dans la cathédrale Notre-Dame et qui révoqua les sentences lancées antérieurement contre Jean sans Peur et réhabilita Jean Petit. En septembre 1418, il avait participé également à une délégation de l'Université auprès du roi et du duc de Bourgogne pour les inciter à secourir Rouen assiégée par les Anglais, et le 17 janvier 1419, il prononça devant eux, au Parlement, un discours pour les remercier de l'action entreprise. En juin 1419, il intervint devant le roi pour la préservation des privilèges de l'Université.
Il a laissé un grand recueil de sermons en latin pour toute l'année liturgique, non seulement les dimanches mais aussi les fêtes des saints, conservés dans plusieurs manuscrits, et qui ont fait l'objet d'éditions imprimées (Lyon, 1520 ; Paris, 1521 ; Anvers, 1643). Cette œuvre oratoire présente l'intérêt d'un assez grand nombre d'observations précises et colorées sur la société du temps.